# Austropallene calmani
Austropallene calmani is een zeespin uit de familie Callipallenidae. De soort behoort tot het geslacht Austropallene. Austropallene calmani werd in 1944 voor het eerst wetenschappelijk beschreven door Gordon. 